# Dave Duncan (baseball)
Pour les articles homonymes, voir Duncan.
David Edwin Duncan (né le 26 septembre 1945 à Dallas, Texas, États-Unis) est un receveur de baseball ayant joué dans les Ligues majeures de 1964 à 1976, participant une fois au match des étoiles. Devenu instructeur après sa carrière de joueur, Duncan est l'actuel entraîneur des lanceurs des Cardinals de Saint-Louis.
Membre d'une équipe championne de la Série mondiale en 1972 avec Oakland, il reçoit trois autres bagues de champions dans sa carrière d'instructeur, avec Oakland en 1989 et Saint-Louis en 2006 et 2011.

## Carrière de joueur
Dave Duncan signe son premier contrat professionnel avec les Athletics de Kansas City en 1963. Il débute dans les majeures le 6 mai 1964 pour cette équipe. Après deux saisons complètes dans les ligues mineures, il rejoint Kansas City à nouveau en 1967, puis suit la franchise vers Oakland, où elle est transférée dès la saison 1968. Duncan joue pour les Athletics jusqu'en 1972. Il participe en 1971 au match des étoiles du baseball majeur.
En 1971, il frappe trois coups sûrs en six apparitions au bâton, pour une moyenne de ,500 dans la Série de championnat de la Ligue américaine entre Oakland et Baltimore, mais les Athletics s'inclinent devant les Orioles. En 1972, il fait partie de l'équipe d'Oakland championne de la Série mondiale sur les Reds de Cincinnati.
En mars 1973, Duncan et George Hendrick sont échangés aux Indians de Cleveland en retour de Ray Fosse et Jack Heidemann. Duncan évolue deux saisons pour les Indians, avant de compléter sa carrière avec deux années (1975 et 1976) pour Baltimore.
Dave Duncan a disputé 929 parties en carrière, et affiché une moyenne au bâton de ,214 avec 617 coups sûrs, dont 109 coups de circuit. Il a totalisé 341 points produits et 274 points marqués.

## Carrière d'instructeur
Duncan commence sa carrière d'instructeur chez les Indians de Cleveland en 1978. Engagé comme instructeur des lanceurs des Mariners de Seattle en 1982, il quitte dès 1983 pour rejoindre chez les White Sox de Chicago le manager Tony La Russa. C'est le début d'une longue association entre les deux hommes : le duo manager/instructeur des lanceurs a collaboré chez les Athletics d'Oakland (dès 1985) puis chez les Cardinals de Saint-Louis (1995-2011).
Engagé par Saint-Louis le 23 octobre 1995, Duncan a complété en 2011 sa 17e saison comme instructeur des lanceurs de l'équipe, et sa 33e au total dans ce rôle avec une formation de la MLB. Il s'agit d'ailleurs d'un record, ayant dépassé Galen Cisco en 2007. Ce dernier avait été entraîneur des lanceurs dans les majeures pendant 28 années.
Considéré comme un instructeur des lanceurs hors pair, Dave Duncan a eu sous sa responsabilité plusieurs lanceurs gagnants du trophée Cy Young, prestigieuse récompense remise annuellement au meilleur artilleur du baseball. Ces gagnants sont LaMarr Hoyt avec les White Sox en 1983, Bob Welch avec les Athletics en 1990, Dennis Eckersley avec les Athletics en 1992 et Chris Carpenter avec les Cards en 2005. Comme receveur durant sa carrière de joueur, Duncan accompagna derrière le marbre deux autres lauréats du Cy Young : Vida Blue à Oakland en 1971 ainsi que Jim Palmer à Baltimore en 1975 et 1976.
Le personnel de lanceurs des A's mené par Duncan a conservé chaque année en 1988 et 1989 la meilleure moyenne de points mérités de la Ligue américaine de baseball, et la meilleure de tout le baseball majeur en 1990. Oakland participe à la Série mondiale ces trois années, et remporte la Série mondiale 1989.
À son arrivée à Saint-Louis en 1995, son groupe de lanceurs bat le record de franchise pour le nombre de retraits sur des prises en une saison, une marque qui sera surpassée dès 1996. Les lanceurs des Cards conservent la meilleure moyenne de points mérités du baseball lors de la saison 2005. Ils sont ceux qui accordent le moins de buts-sur-balles dans les majeures en 2009. Saint-Louis remporte la Série mondiale 2006 et Duncan est membre d'une équipe championne pour la troisième fois.
Duncan signe en octobre 2010 un nouveau contrat avec les Cardinals, qui le lie à l'équipe jusqu'en 2013 et fait de lui l'entraîneur des lanceurs le mieux payé des Ligues majeures.
Duncan savoure une seconde conquête de la Série mondiale lorsque les Cards l'emportent sur les Rangers du Texas en finale de 2011.
Au cours de la saison 2011, Duncan doit s'absenter à quelques reprises pour raisons familiales. En janvier 2012, les Cardinals annoncent qu'il est en arrêt de travail pour les mêmes raisons. Derek Lilliquist, qui travaillait jusque-là avec les lanceurs de relève des Cards, assume les fonctions d'entraîneur des lanceurs de l'équipe jusqu'à son retour.

## Vie personnelle
Les fils de Dave Duncan, Chris et Shelley, sont des joueurs de baseball ayant atteint les Ligues majeures. Chris a joué 5 années à Saint-Louis pendant que son père y était instructeur.